# 中国人民武装警察部队昆明指挥学院
中国人民武装警察部队昆明指挥学院，简称武警昆明指挥学院，是曾经存在的一所武警部队初级指挥干部军事高等院校，隶属武警云南总队，正师级？。现已撤销，改建为训练基地。
学院与云南大学联合办学（武警部队国防生），与云南大学、云南师范大学、昆明理工大学等毗邻。

## 历史与沿革
- 1983年，武警云南总队教导大队正式改建中国人民武装警察部队昆明指挥学校（武警昆明指挥学校）。
- 2003年，与云南大学联合办学，开始招收本科生。
- 2004年，建立中国人民武装警察部队指挥学院昆明分院，合署办公。
- 2006年，武警昆明指挥学校、武警指挥学院昆明分院合并，升格中国人民武装警察部队昆明指挥学院。
- 2011年，撤销，改建为训练基地。

## 专业
- 武警指挥专业